# 富士常葉大学
富士常葉大学（ふじとこはだいがく、英語: Fuji Tokoha University）は、静岡県富士市大渕325に本部を置いていた日本の私立大学である。2000年に設置され、2018年に廃止された。

## 概観

### 教育および研究
地元富士地域の街作りに参加するなど積極的な交流を図っている。日本で唯一「環境防災学」を学べる、環境防災学部を設置していたが、2010年社会環境学部へと再編された。

## 沿革
- 2000年 常葉学園富士短期大学を改組し、富士常葉大学開学
- 2006年4月1日 保育学部を設置、流通経済学部流通経済学科を総合経営学部総合経営学科に改組[1]
- 2010年 環境防災学部を社会環境学部に再編
- 2013年4月1日 浜松大学とともに常葉学園大学に統合（常葉大学に名称変更）[2]。
- 2018年3月 在校生が卒業して廃止。同年4月にキャンパスが閉鎖された[3]。

## 基礎データ

### 所在地
- 富士キャンパス（静岡県富士市大渕325）

## 教育および研究

### 組織

#### 学部
- 総合経営学部
  - 総合経営学科
    - 環境・コミュニティコース
    - 経営・マーケティングコース
    - 会計・経営情報コース
    - 観光ビジネスコース
    - スポーツマネジメントコース
- 社会環境学部
  - 地球にやさしいくらしを考えるコース
  - 人と自然の共生を考えるコース
  - 人と社会の安全を守るコース
- 保育学部 2004年11月に設置が認可された。その際、留意事項として、常葉学園大学教育学部初等教育課程、生涯学習学科昼間主コース、心理教育学科の入学定員超過を是正すること、浜松大学経営情報学部情報ネットワーク学科の入学定員比が0.7倍未満であることから、今後の定員充足のありかたについて検討することとされた[4]。
  - 保育学科

#### 大学院
- 環境防災研究科 
  - 環境防災専攻

#### 附属機関
- 付属図書館
- 風土工学研究所
- 環境防災研究所
- 地域研究所
- ビオガーデン
- ホタル観察小屋

## 施設

### キャンパス

#### 富士キャンパス
- 使用学部：総合経営学部、環境防災学部、保育学部
- 使用研究科：大学院環境防災研究科
- 交通アクセス：
  - シャトルバス
JR「富士駅」南口から大学まで約20分
新幹線「新富士駅」北口から大学前まで約25分（片道100円）
  - 路線バス
「吉原中央駅」から「大学前」まで約20分

## 大学関係者

### 歴代学長
- 初代：徳山明（2000年 - 2005年）

## 著名な卒業生
- 酒井健太（お笑い芸人、アルコ&ピースメンバー）（中退）

## 対外関係

### 系列校
- 浜松大学
- 常葉大学
- 常葉大学短期大学部